# Xochicuicatl cuecuechtli

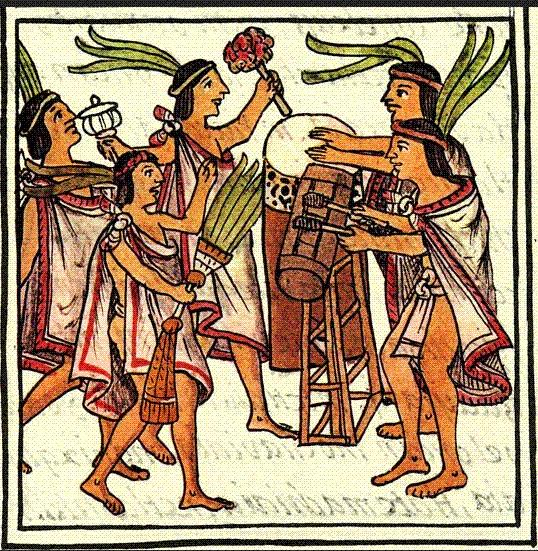
Códice Florentino: Músicos aztecas en una ceremonia.

Xochicuicatl cuecuechtli es el título de uno de los Cantares mexicanos, poemas cantados en náhuatl, compilados por fray Bernardino de Sahagún en el siglo XVI. La traducción de este título del náhuatl al español es difícil porque enfrenta problemas de incompatibilidad conceptual (cultural) y contextual (geohistórica), además de propiamente lingüística (semio-sintáctica). No obstante, diversos autores proponen que se puede traducir como Canto travieso; o bien, como Canto de travesuras. De cualquier modo, una traducción analítica de este título debe considerar los siguientes componentes de la lengua nahuatl: xochitl (flor), cuicatl (canto poético), cuecuech (picor, cosquilleo, comezón), -tli (sufijo para denotar propiedad de algo, en este caso el elemento semántico previo). A su vez, la palabra cuecuech podría venir de cuecuetzoa, que tiene el sentido más general de “emocionarse”, “conmoverse”; o podría venir de cuechtli “caracolillo”, como los que lleva en su típico collar el príncipe Xochipilli. Desde este segundo punto de vista, hay también una referencia hacia la fertilidad de la tierra y al concepto de fertilidad en general, incluyendo una diversidad de connotaciones sexuales.

## Interpretación
Desde sus primeros estudios semiolingüísticos, a inicios del siglo XX, se creía que este cuicatl era un poema altamente abstracto, impenetrable a la erudición de la modernidad occidental y la mentalidad europea. Sin embargo, a partir de las investigaciones realizadas por el lingüista, semiólogo e historiador Patrick Johansson, se ha venido consolidando la concepción de que se trata de un cuicatl de profundo contenido existencial, amoroso y erótico, con dosis lúdicas que llevaron a Johansson a sugerir que se trata de un complejo “antecedente del moderno albur mexicano”. Este enfoque discrepa de la traducción ortodoxa de Ángel María Garibay, para quien este texto era simplemente un poema sobre la naturaleza, desde la concepción de la cultura mexica.
Para tener una idea de las diferencias de traducción, literal e idiosincrática, de los dos primeros párrafos del texto, en seguida aparecen estos dos primeros párrafos, en sus versiones original (en nahuatl), en la traducción de Garibay (de 1955) y en la de Johansson (de 2002):

Hue nache niehco. Ya nihuehuetzcatihuitz.
Ye nixcuecuech, Aya, xochitl in ye nocuic.
Momamalina zan ic ya totoma, ho Ohuaya, nicalle.
Ye ompa nihuitz xochitl iztac ihcacan,
anca ye mochan in quiquizcalihtic
in amoxtonaticac, Ohuaya, nicalle.
Texto original

Mi gran jefe, llegó: yo vengo a reír.
Soy cara traviesa, flor es mi canción.
Se va tramando y luego se despliega. ¡Ah, soy el casero!
Llegó a donde la flor blanca está erguida:
esa es tu casa y entre las trompetas
tus libros relucen como el Sol. ¡Ah, soy el casero!
Traducción: Á.G. Garibay K. (1955)

Oh gran jefe, llegué, vine a reír.
Soy cara traviesa, aya, esta flor es mi canto.
Se va tramando y luego se despliega. ¡Soy el dueño de la casa!
Llegué a donde la flor blanca está erguida:
esa es tu casa entre las trompetas
donde se calienta el musgo, ¡soy el dueño de la casa!
Traducción: P. Johansson (2002)

Es importante considerar, como explica Johansson (ibid.) para esta última versión, que el significado literal en estas traducciones está por debajo de la alusión erótica y el juego de palabras de doble, triple y cuádruple sentido, que debería tener mucha mayor importancia. Por lo cual es permisible una lectura más flexible y creativa del original, en el contexto del género cuecuechcuicatl.

## Ópera
En sus citadas investigaciones, Johansson afirma que Xochicuicatl cuecuechtli es un cuicatl del género erótico (cuecuech) que, de acuerdo con cronistas como Sahagún, Durán y Torquemada, involucra una coreografía con movimientos lascivos, por lo cual fue censurado por los evangelizadores europeos. No obstante, en este mismo contexto, Johansson sugiere una posible interpretación musical del texto, cantándolo y bailándolo con acompañamiento de instrumentos ancestrales mexicanos, como el teponaztli y el huehuetl.
Con base en las investigaciones de Johansson, en 2011 el musicólogo y compositor Gabriel Pareyón escribió una partitura experimental en la que todos los signos tienen inspiración simbólica en códices (particularmente el Borbónico y el Florentino) y relieves en estuco de pirámides mesoamericanas, y en la que solamente se emplean objetos e instrumentos musicales de tradición mexica. El resultado final se aparta por completo de la tradición mexicana de ópera en estilo europeo, y propone formas musicales, armonías y timbres instrumentales inéditos. Estrictamente no se trata de una ópera, sino de un cuicatl del género cuecuechcuicatl. Cabe recordar que la ópera es una tradición de origen florentino, a partir del siglo XVII; es decir, que el cuicatl tiene una historia anterior y muy aparte de la cultura europea.

## Ligas
- http://xochicuicatl.wordpress.com

- Datos: Q16648517